# Palpomyia kurwana
Palpomyia kurwana är en tvåvingeart som beskrevs av Meillon och Wirth 1987. Palpomyia kurwana ingår i släktet Palpomyia och familjen svidknott. Inga underarter finns listade i Catalogue of Life.